# Телячье (озеро)
Телячье — пресноводное озеро на территории Амбарнского сельского поселения Лоухского района Республики Карелии.

## Общие сведения
Площадь озера — 5,2 км², площадь водосборного бассейна — 21,2 км². Располагается на высоте 80,3 метров над уровнем моря.
Форма озера лопастная, немного вытянутая с запада на восток. Берега изрезанные, каменисто-песчаные, местами заболоченные.
Через озеро течёт река Гридина, впадающая в Белое море.
С севера в Телячье впадает безымянная протока, вытекающая из Язевого озера.
В озере расположено не менее восьми безымянных островов различной площади.
Менее чем в двух километрах к юго-западу от водоёма проходит линия железной дороги Санкт-Петербург — Мурманск.
Населённые пункты вблизи водоёма отсутствуют.
Код объекта в государственном водном реестре — 02020000711102000002798.